# Xhavit Haliti
Xhavit Haliti, född den 8 mars 1956 i Peja i Kosovo i Jugoslavien, är en kosovansk politiker.
Xhavit Haliti gick vid både universitet i Pristina  och i Tirana och studerade albanskt språk och litteratur. Han blev en tidig aktivist i den kosovoalbanska frihetsrörelsen som ville avskaffa belgradregimen. Han utvandrade 1987 till Schweiz. Han var aktiv i sin landsflykt för kosovoalbanernas kamp och var medgrundare av Kosovos befrielsearmé UÇK. Han var en av delegaterna vid fredsförhandlingarna i Rambouillet. Efter kriget i sitt hemland blev han medlem i Kosovos demokratiska parti som leds av Hashim Thaçi. Xhavit Haliti är i dag ledamot i Kosovos parlament.

### Fotnoter
1. ↑  pace.coe.int, PACE medlems-ID: 7674, läst: 20 april 2022.[källa från Wikidata]
2. ↑  Xhavit HILTI, Europarådets parlamentariska församling (på engelska), läs online.[källa från Wikidata]